# Tour de Nouvelle-Zélande féminin
Le Tour de Nouvelle-Zélande Féminin (en anglais : Women's Tour of New Zealand) est une course cycliste par étapes féminine disputée en Nouvelle-Zélande. Créé en 2005, il fait partie du calendrier de l'Union cycliste internationale en catégorie 2.2.

## Palmarès
| Année | Première          | Deuxième           | Troisième        |
| ----- | ----------------- | ------------------ | ---------------- |
| 2005  | Catherine Sell    | Katie Brown        | Miho Oki         |
| 2006  | Sarah Ulmer       | Priska Doppmann    | Trixi Worrack    |
| 2007  | Judith Arndt      | Leigh Hobson       | Lorian Graham    |
| 2008  | Kristin Armstrong | Oenone Wood        | Erinne Willock   |
| 2009  | Amber Halliday    | Min Gao            | Lang Meng        |
| 2010  | Shelley Evans     | Amber Neben        | Tiffany Cromwell |
| 2011  | Judith Arndt      | Catherine Cheatley | Ruth Corset      |
| 2012  | Evelyn Stevens    | Shara Gillow       | Taryn Heather    |
| 2013  | non-disputé       | non-disputé        | non-disputé      |
| 2014  | non-disputé       | non-disputé        | non-disputé      |
| 2015  | Tayler Wiles      | Megan Guarnier     | Evelyn Stevens   |